# Corta Atalaya
Corta Atalaya fue una explotación minera a cielo abierto, principalmente de cobre, considerada la mina a cielo abierto más grande de Europa. Está situada en el término municipal de Minas de Riotinto (Huelva), en España. Las dimensiones de su elipse son: 1.200 metros de largo, 900 metros de ancho y 345 metros de profundidad. La Corta Atalaya fue en su época uno de los proyectos más ambiciosos de la británica Rio Tinto Company Limited (RTC), que puso en marcha su explotación a cielo abierto en 1907. Las labores de extracción de mineral se mantuvieron hasta su cierre a la actividad en 1992. 
Durante años la histórica explotación minera ha estado inactiva, aunque se rehabilitó de forma parcial para las visitas de carácter turístico. Corta Atalaya se ha convertido en la explotación más representativa de las minas de Riotinto, por su característica forma de cráter y su gran tamaño. Actualmente la empresa minera Atalaya Mining proyecta su reapertura. Está previsto que la explotación sea una combinación de subterránea, mediante galerías interiores, y a cielo abierto. Su principal reserva mineral es de zinc, cobre y plomo, con 990.400, 645.000 y 325.000 toneladas respectivamente.
Desde 2012 la Corta Atalaya está incluida como Bien de Interés Cultural en el Catálogo General del Patrimonio Histórico Andaluz.

## Características
La Corta Atalaya se encuentra situada al noroeste del núcleo urbano de Minas de Riotinto, dentro de su término municipal. Pertenece a la cuenca minera de Riotinto-Nerva y también forma parte de la faja pirítica ibérica. Tras largos años de actividad la explotación ha adquirido una característica forma elíptica, a modo de cráter, cuyas dimensiones a comienzos del siglo XXI eran de unos 1.200 metros de longitud, 900 metros de ancho y 345 metros de profundidad.

## Historia
Hay constancia material de que hacia el 2400 a. C. ya se realizaban labores mineras en la zona de la actual Corta Atalaya. También se sabe que durante la época romana se realizaron trabajos en la zona. A comienzos del siglo XX se descubrieron en esta área varios pozos y galerías de etapa romana.

### Explotación moderna
En 1873 la británica Rio Tinto Company Limited (RTC) adquirió al Estado español la propiedad de las ricas minas de Riotinto. Lo que luego se conocería como Corta Atalaya formaba parte de la masa San Dionisio, una concentración de piritas y pórfidos en profundidad. La explotación de los yacimientos de San Dionisio se inició en 1885 mediante galerías subterráneas, construyéndose varios pozos para facilitar las labores de contramina. Un hundimiento de tierras ocurrido el 6 de abril de 1906 arruinó las labores en profundidad en esta zona y provocó que se formara una depresión de gran tamaño en superficie. Esta circunstancia llevó a que la compañía cambiase la metodología empleada para la extracción. En 1907 se inició la explotación a cielo abierto de los sulfuros masivos de la zona a través del sistema denominado de «cortas», lo que a la larga derivaría en una profunda perforación mediante bancos.

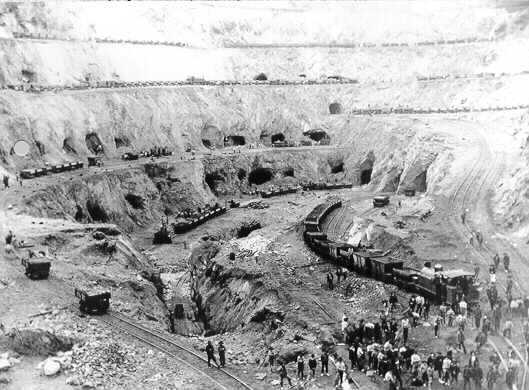
Labores en el piso 16 de Atalaya, con la red de vías para vagonetas.

Los primeros trabajos dieron comienzo en las inmediaciones del Pozo Alfonso. Dado que se preveía la retirada de cincuenta millones de metros cúbicos de montera, RTC adquirió cuatro palas mecánicas a vapor tipo «Bucyrus», así como 12 locomotoras de vapor, 300 vagones y 5 kilómetros de raíles para vías férreas. Se llegaron a suprimir varios de los antiguos pozos, aunque se levantaron nuevas instalaciones. En las cercanías de la corta se construyó el Pozo Alfredo, en 1915, para realizar la explotación de contramina. También se construyeron tres túneles interiores para enlazar los bancos del yacimiento con los pozos aliviaderos de San Dionisio.
A través del denominado túnel Naya se enlazaba por tren la Corta Atalaya con la vía general del ferrocarril de Riotinto, permitiendo también la conexión con las instalaciones de clasificación de Zarandas-Naya y la planta de trituración que con los años se acabaría construyendo en el complejo de Zarandas. El transporte por ferrocarril se mantuvo hasta la clausura de este en 1984, realizándose a partir de entonces a través de camiones.
Corta Atalaya llegó a ser en su época una de las minas a cielo abierto más grandes del mundo, empleando por ello a un gran número de operarios y medios técnicos. En su momento las labores de extracción, carga y transporte de minerales albergaron a unos 12.000 obreros. En 1954, al igual que el resto de la cuenca minera, el yacimiento pasó a manos de la recién creada Compañía Española de Minas de Río Tinto. A inicios de la década de 1970, ya bajo gestión del grupo Explosivos Río Tinto (ERT), se hicieron planes con objeto de ampliar las labores de extracción en la emblemática corta. Así mismo, se procedió a una importante mecanización de los trabajos mediante la introducción de excavadoras y cintas transportadoras. Corta Atalaya se mantuvo en explotación hasta la década de 1990, cuando se estimaba que las reservas del filón ya se habrían agotado. La extracción de mineral continuó de forma esporádica hasta octubre de 1991, fecha en que partió el último envío de pirita cruda a la factoría de Fertiberia en Huelva. La actividad del yacimiento cesó en 1992.

### Etapa reciente
Tras el final de las labores mineras, Corta Atalaya se incorporó a la ruta turística del llamado Parque Minero, situación que duró hasta que en 2004 se cerró el acceso al recinto por los propietarios de aquel entonces. El yacimiento también ha llegado a ser escenario del rodaje de varias películas, como El corazón de la tierra (2007), de Antonio Cuadri, o el film de ciencia ficción PROXIMA (2007), de Carlos Atanes. Tras su cierre a la explotación la corta quedó abandonada y sin labores de mantenimiento, por lo que desde 2002 comenzó a inundarse. En la década de 2000 el yacimiento pasó a manos de Atalaya Riotinto Minera, filial española de Atalaya Mining plc. Bajo iniciativa de Atalaya Riotinto Minera se han realizado diversos trabajos de cara a su apertura con fines turísticos, instalándose un mirador o un aparcamiento para automóviles. Finalizadas las labores de acondicionamiento, en 2016 la empresa cedió al ayuntamiento de Riotinto la gestión de los espacios visitables.
Atalaya Mining, que en 2015 reactivó la explotación de Cerro Colorado, también tiene un proyecto para la posible reactivación de los trabajos en la Corta Atalaya.

## Poblado minero
Desde finales del siglo XIX en las cercanías de lo que luego se conformaría como Corta Atalaya se estableció un poblado obrero para acoger a los mineros y sus familias. Las obras corrieron a cargo de la RTC, que buscaba con ello paliar el grave problema de vivienda que afecta a la cuenca minera, si bien desde sus inicios el poblado presentó graves carencias. La RTC se limitó a sustituir las chozas o cabañas por edificaciones más duraderas, construyendo barriadas en el lugar elegido por los mineros. A comienzos de la década de 1970, debido a los proyectos para la ampliación de Corta Atalaya, el poblado fue derruido.

## Galería de imágenes

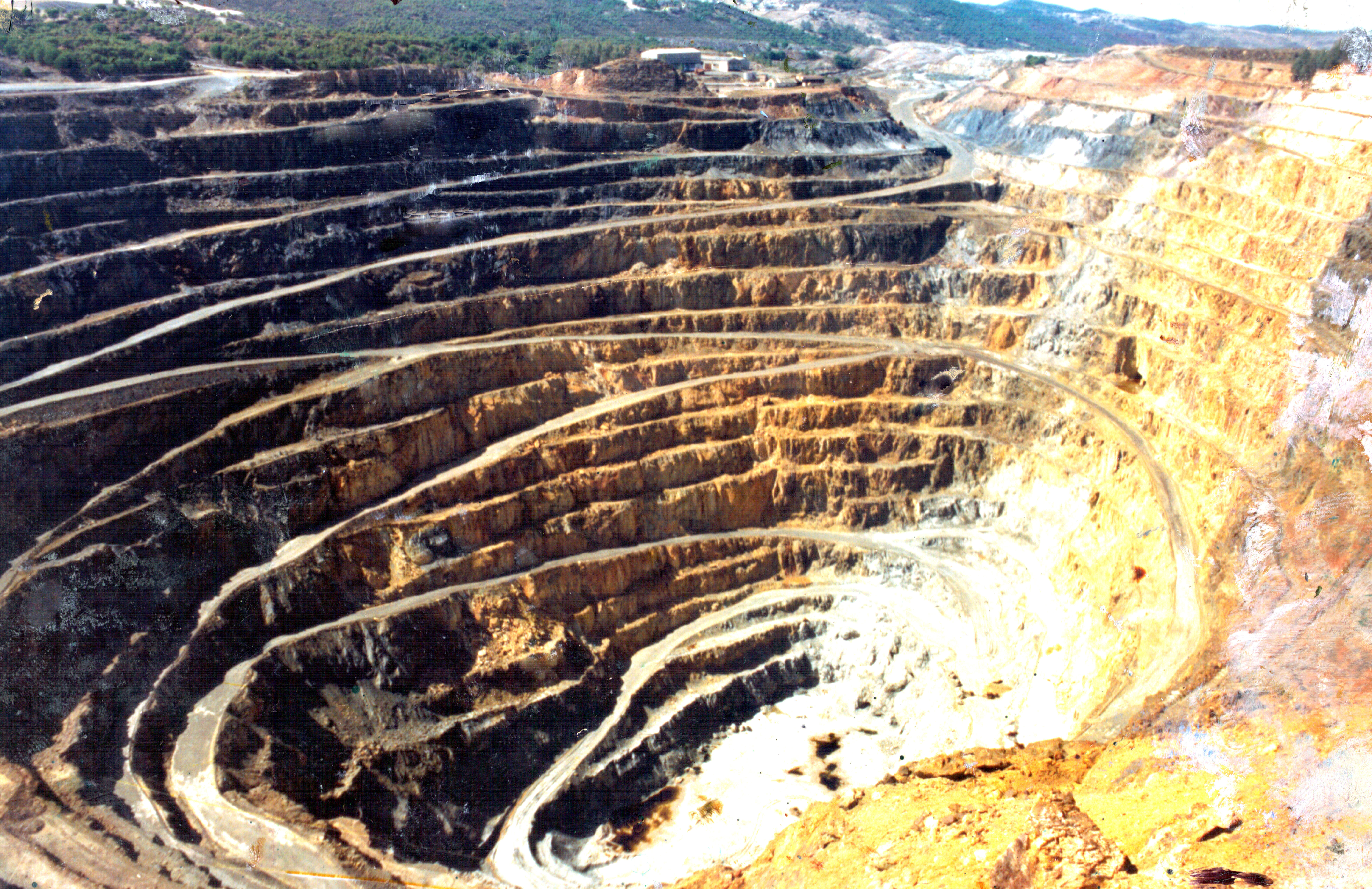
Corta Atalaya, década de 1980.
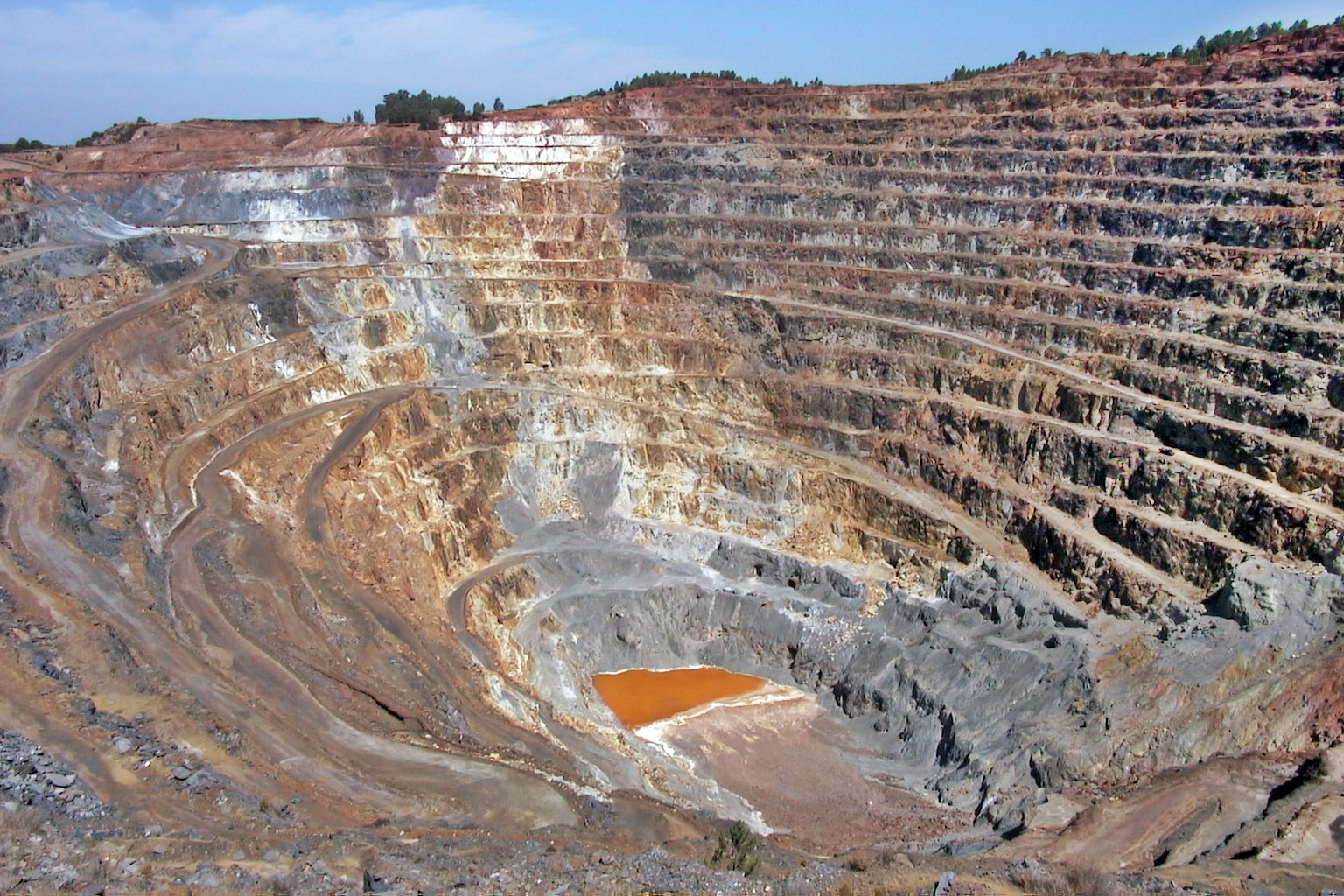
Corta Atalaya, década de 2000.
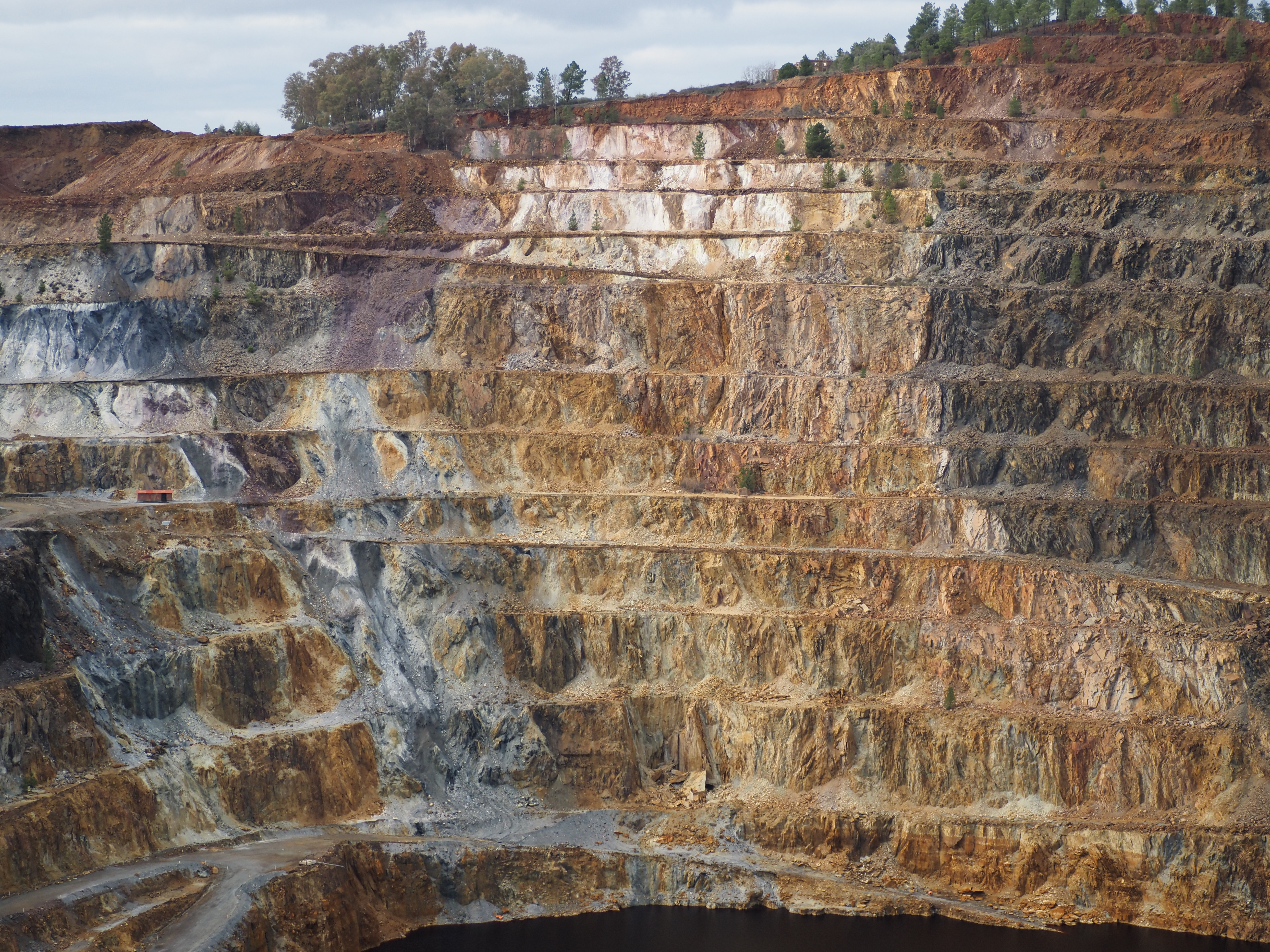
Vista de los bancos de la Corta.
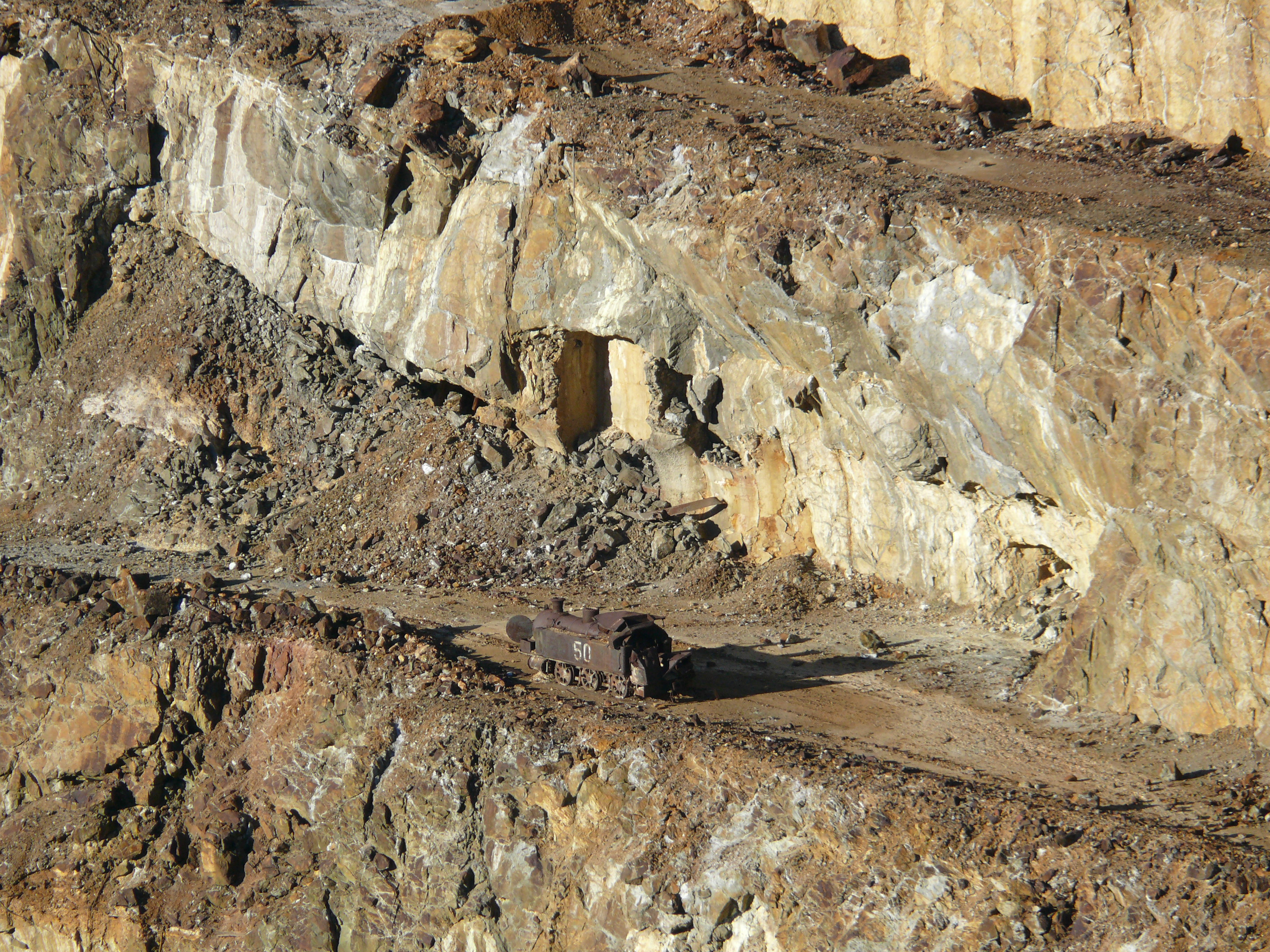
Locomotora de vapor (Nº 50, Dübs & Co., 1880) abandonada en el piso 16 de la corta.